# Veltheim AG
| AG ist das Kürzel für den Kanton Aargau in der Schweiz. Es wird verwendet, um Verwechslungen mit anderen Einträgen des Namens Veltheim zu vermeiden. |

Veltheim (das V wird wie F gesprochen; schweizerdeutsch: ˈfæltːə) ist eine Einwohnergemeinde im Schweizer Kanton Aargau. Sie gehört zum Bezirk Brugg und liegt knapp sechs Kilometer südwestlich des Bezirkshauptorts Brugg.

## Geographie
Das Dorf liegt in einer Ebene am Ausgang des Schenkenbergertals, rund einen Kilometer vom Ufer der Aare entfernt. Im Süden des Gemeindegebiets erhebt sich der 572 Meter hohe, durch drei kleine Täler gegliederte Veltheimerberg, ein Ausläufer des Faltenjuras. Der Veltheimerberg geht in Richtung Westen in die bis zu 772 Meter hohe Gislifluh über. Am Osthang steht auf einem Felsvorsprung das Schloss Wildenstein. Am Südhang wiederum befinden sich drei ausgedehnte Steinbrüche. Etwas mehr als zwei Kilometer südlich des Dorfes liegt am Ufer der Aare der Ortsteil Au (352 m ü. M.).
Die Fläche des Gemeindegebiets beträgt 524 Hektaren, davon sind 173 Hektaren bewaldet und 88 Hektaren überbaut. Der höchste Punkt liegt auf 700 Metern auf dem Grat der Gislifluh, der tiefste auf 340 Metern am Ufer der Aare. Das Gemeindegebiet von Veltheim ist Teil des Juraparks Aargau, einem «Regionalen Naturpark von nationaler Bedeutung». Nachbargemeinden sind Schinznach im Nordwesten, Brugg im Nordosten, Holderbank im Osten, Möriken-Wildegg im Südosten und Auenstein im Süden.

## Geschichte
Die frühesten Siedlungsspuren stammen aus der Bronzezeit. Vom 1. bis zum 3. Jahrhundert befand sich hier ein römischer Gutshof, der das Legionslager Vindonissa mit Lebensmitteln versorgte. Das Dorf dürfte etwa im 6. oder 7. Jahrhundert entstanden sein, als sich alamannische Siedler in der Gegend niederliessen. Die erste urkundliche Erwähnung von Veltein erfolgte im Jahr 1261. Der Ortsname stammt vom althochdeutschen fëldheim und bedeutet «Feld-Wohnort». Der älteste erhalten gebliebene Teil der Kirche stammt aus dem 11. Jahrhundert.

Historisches Luftbild von Werner Friedli von 1964

Zu Beginn des 13. Jahrhunderts entstand rund anderthalb Kilometer südlich auf einem Felsvorsprung das Schloss Wildenstein. Wie das Dorf war es im Besitz der Herren von Reinach, einem Ministerialengeschlecht im Dienste der Habsburger. 1415 eroberte die Stadt Bern den westlichen Teil des Aargaus mitsamt der Herrschaft Wildenstein. Ab 1460 bildete Veltheim einen Gerichtsbezirk innerhalb der Landvogtei Schenkenberg. Nach der Aufgabe der Burg Schenkenberg war das Schloss Wildenstein ab 1720 der Sitz des Berner Landvogts. Beim Franzoseneinfall im März 1798 entmachteten die Franzosen die «Gnädigen Herren» von Bern und riefen die Helvetische Republik aus, die 1803 aufgelöst wurde. Veltheim gehört seither zum Kanton Aargau.
In der zweiten Hälfte des 19. Jahrhunderts verloren die Landwirtschaft und der Weinbau immer mehr an Bedeutung, was viele Einwohner zur Auswanderung nach Übersee zwang. Im 20. Jahrhundert wandelte sich Veltheim von einem Bauern- zu einem Arbeiterdorf. Zahlreiche Industriebetriebe siedelten sich an, vorherrschend waren die Herstellung von Schuhen, Kleidung, Zement und Baustoffen. Ein besonders starkes Wachstum hatte Veltheim in den 1960er Jahren zu verzeichnen, als die Bevölkerungszahl um mehr als 40 % zunahm. Seit einer Stagnationsphase in den 1970er Jahren ist sie nochmals um mehr als einen Drittel angestiegen.
Am 5. April 2009 lehnten die Stimmberechtigten von Veltheim eine geplante Fusion mit den Nachbargemeinden Oberflachs, Schinznach-Dorf, Schinznach-Bad und Villnachern zur neuen Gemeinde Schenkenberg deutlich ab, während die übrigen Gemeinden ihr zustimmten.

## Sehenswürdigkeiten

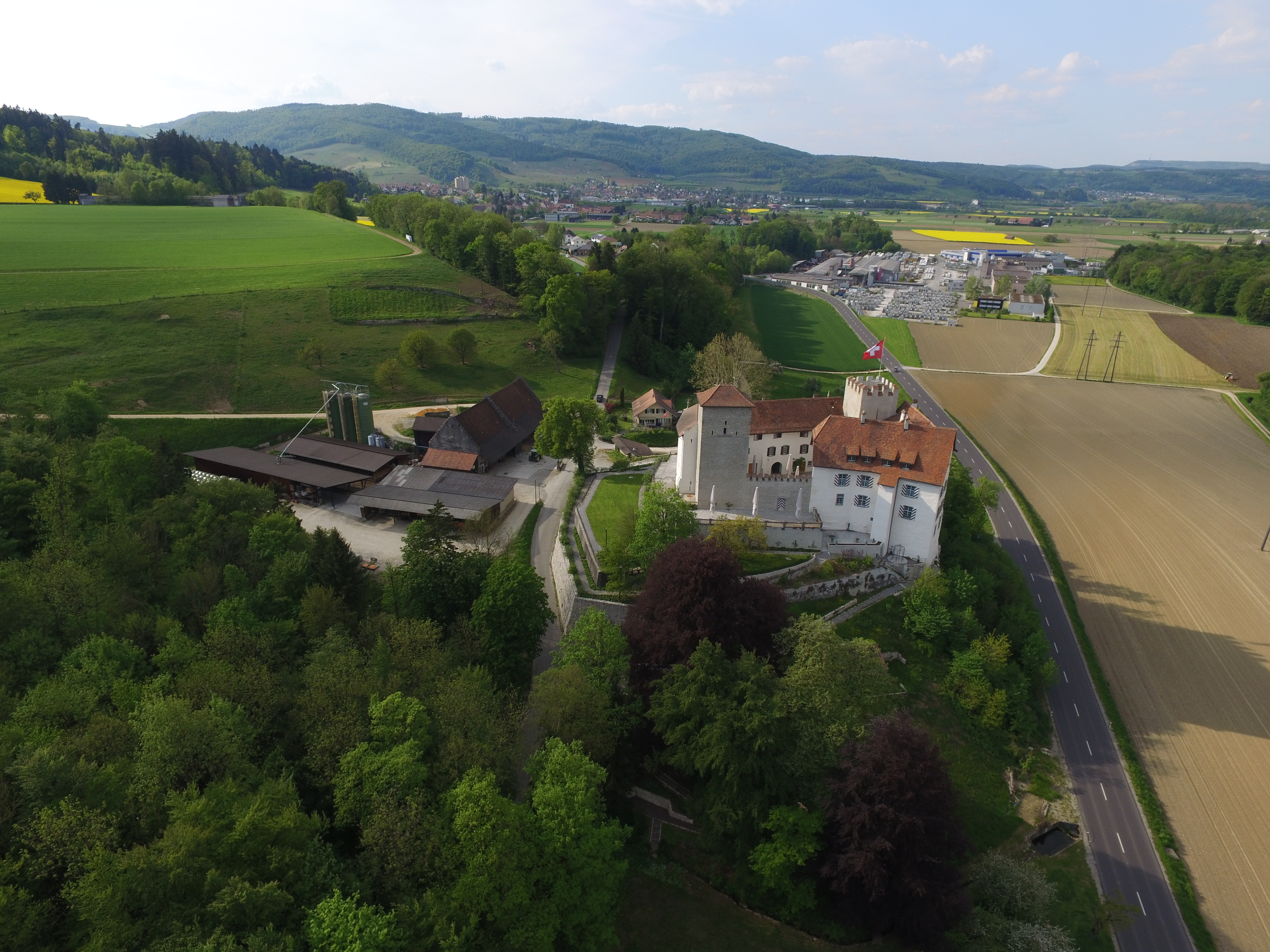
Schloss Wildenstein

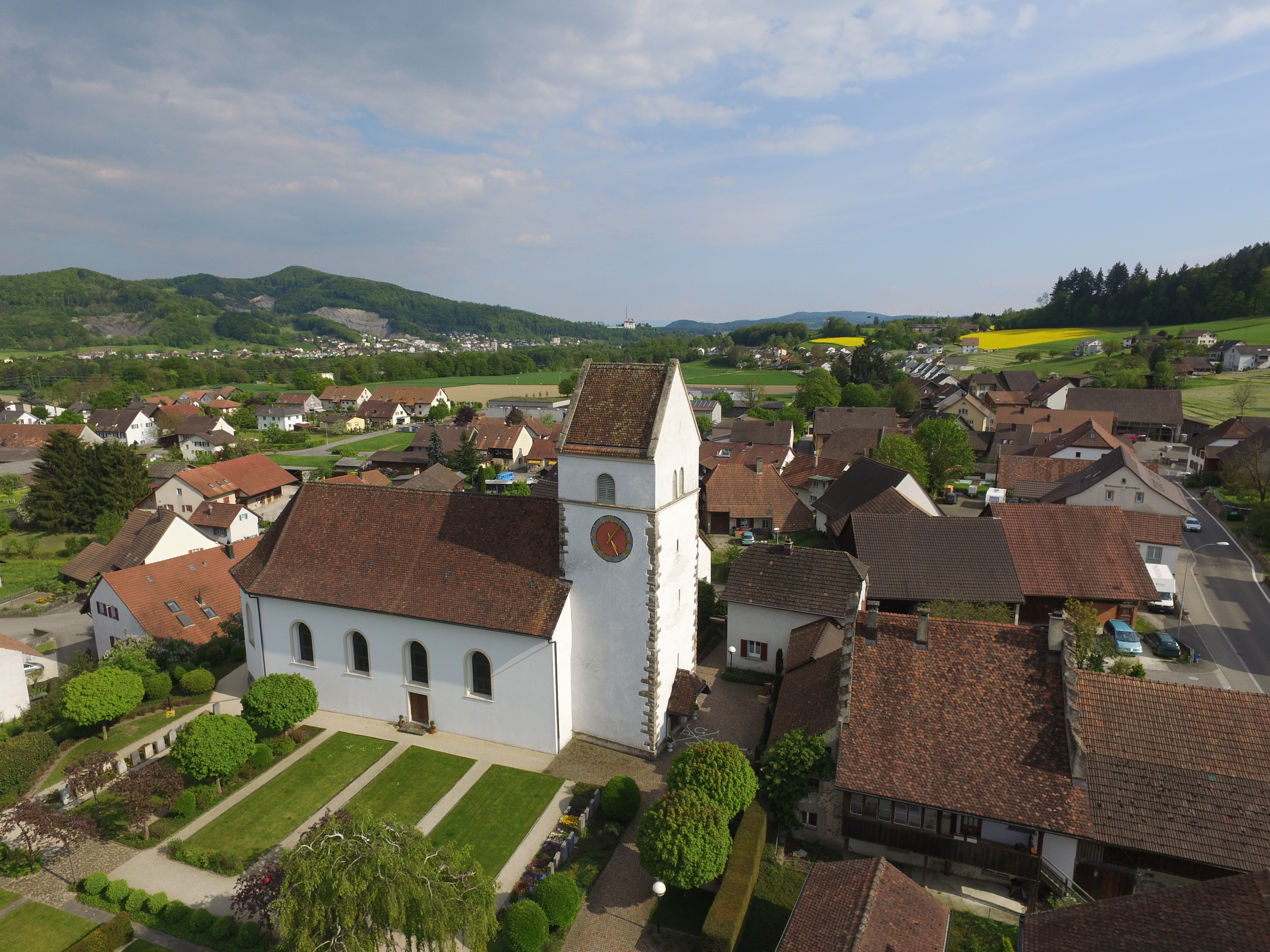
Reformierte Kirche

Das barocke Schloss Wildenstein steht auf einem vorspringenden Hügelsporn rund anderthalb Kilometer südlich des Dorfes. Es ist in Privatbesitz und kann nur von aussen besichtigt werden. Die Anlage hat die Form eines unregelmässigen Vierecks. Um den Innenhof gruppieren sich die beiden Bergfriede, die Ringmauer, der Palas und Ökonomiegebäude.
Die erste Pfarrkirche entstand aus den Trümmern des ehemaligen römischen Gutshofes. Um 1040 entstand ein Nachfolgebau im romanischen Stil. Nach der Reformation wurde das Gotteshaus immer baufälliger und wurde schliesslich 1760 durch die heute noch bestehende Reformierte Kirche Veltheim ersetzt. Das Pfarrhaus entstand 1681/83 und wurde 1783 im spätbarocken Stil umgebaut. Der Kirchenbezirk wird ergänzt durch die zwei spätgotischen «Pfaffenhäuser» aus der Zeit um 1650.

## Wappen
Die Blasonierung des Gemeindewappens lautet: «In Blau auf grünem Hügel schreitender, gelb bewehrter weisser Hahn mit rotem Kamm und Bart, überhöht von sechsstrahligem weissem Stern.» Die älteste bekannte Darstellung ist auf einem Feuereimer aus dem Jahr 1789 zu finden. Auf dem Gemeindesiegel von 1811 stand der Hahn zwischenzeitlich auf einem Ast, 1872 kam der Stern hinzu. Bis 1926 war der Hahn naturfarben, erhielt dann jedoch ein weisses, heraldisch korrektes Federkleid. 2002 erfolgte eine Änderung der Schnabelfarbe von Rot zu Gelb; gemäss heraldischer Regeln müssen Schnabel, Beine und Füsse eine einheitliche Farbe aufweisen.

## Bevölkerung
Die Einwohnerzahlen entwickelten sich wie folgt:
| Jahr      | 1653 | 1764 | 1803 | 1850 | 1900 | 1930 | 1950 | 1960 | 1970 | 1980 | 1990 | 2000 | 2010 | 2020 |
| Einwohner | 335  | 353  | 486  | 637  | 565  | 653  | 686  | 735  | 1031 | 1022 | 1210 | 1348 | 1396 | 1526 |

Am 31. Dezember 2023 lebten 1563 Menschen in Veltheim, der Ausländeranteil betrug 19,5 %. Bei der Volkszählung 2015 bezeichneten sich 42,6 % als reformiert und 22,2 % als römisch-katholisch; 35,2 % waren konfessionslos oder gehörten anderen Glaubensrichtungen an. 91,0 % gaben bei der Volkszählung 2000 Deutsch als ihre Hauptsprache an, 2,4 % Italienisch, 1,6 % Serbokroatisch und 1,0 % Albanisch.

## Politik und Recht
Die Versammlung der Stimmberechtigten, die Gemeindeversammlung, übt die Legislativgewalt aus. Ausführende Behörde ist der fünfköpfige Gemeinderat. Er wird im Majorzverfahren vom Volk gewählt, seine Amtsdauer beträgt vier Jahre. Der Gemeinderat führt und repräsentiert die Gemeinde. Dazu vollzieht er die Beschlüsse der Gemeindeversammlung und die Aufgaben, die ihm vom Kanton zugeteilt wurden. Für Rechtsstreitigkeiten ist in erster Instanz das Bezirksgericht Brugg zuständig. Veltheim gehört zum Friedensrichterkreis VIII (Brugg).

## Wirtschaft
In Veltheim gibt es gemäss der im Jahr 2015 erhobenen Statistik der Unternehmensstruktur (STATENT) rund 600 Arbeitsplätze, davon 13 % in der Landwirtschaft, 47 % in der Industrie und 40 % im Dienstleistungssektor. Zahlreiche Erwerbstätige sind Wegpendler und arbeiten in den nahen Städten Aarau, Brugg und Lenzburg.
Bekannt war Veltheim als Standort des ehemaligen Veltheim Driving Center, eines Verkehrssicherheitszentrums zwei Kilometer südlich des Dorfes. Im stillgelegten Steinbruch Unteregg befand sich eine 2,5 Kilometer lange Teststrecke, auf der Motorfahrzeuglenker Trainings absolvieren konnten, um die Sicherheit beim Fahren zu verbessern. Das Veltheim Driving Center wurde 2008 geschlossen, weil die Grube an die Jura Cement zurückgegeben werden musste.

## Verkehr
Veltheim liegt an der Kantonsstrasse 471, die dem westlichen Aareufer folgt. Im Dorfzentrum zweigt die Kantonsstrasse 473 nach Oberflachs ab, vom Ortsteil Au aus führt eine Brücke hinüber nach Wildegg. Die Anbindung an das Netz des öffentlichen Verkehrs erfolgt durch zwei Postautolinien, vom Bahnhof Wildegg nach Schinznach-Dorf sowie vom Bahnhof Brugg nach Thalheim. An Wochenenden verkehrt ein Nachtbus von Brugg über Thalheim und Veltheim nach Schinznach-Bad.

## Bildung
Die Gemeinde verfügt über einen Kindergarten und ein Schulhaus mit Primarschule, Sekundarschule und Realschule, während die Bezirksschule in Schinznach-Dorf besucht werden kann. Die nächstgelegenen Gymnasien sind die Alte Kantonsschule und die Neue Kantonsschule, beide in Aarau.

## Persönlichkeiten
- Theodor Haller (1841–1887), Politiker
- Hermann Kohlmann (1907–1982), Maler und Grafiker
- Samuel Wildi (1825–1905), Richter und Politiker